# Монтойя Мартинес, Мария
Мари́я Монто́йя Марти́нес, (англ. Maria Montoya Martinez), урождённая Мария Антония Монтойя, (англ. Maria Antonia Montoya; 1887[…], Pueblo de San Ildefonso, Нью-Мексико — 20 июня 1980, Pueblo de San Ildefonso, Нью-Мексико) — художник-керамист родом из индейцев-пуэбло, автор получивших всемирную известность произведений индейской керамики в воссозданном и усовершенствованном ей стиле «чёрное по чёрному».